# Jacques van Lier

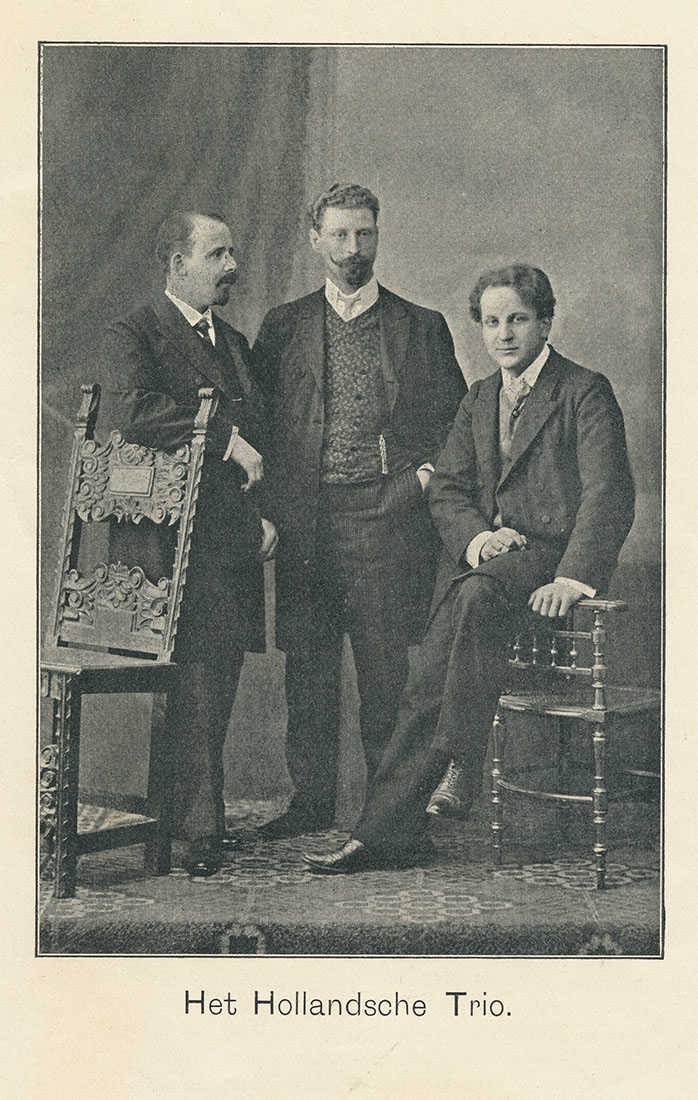
Coenraad V. Bos, Joseph van Veen en Jacques van Lier (1906)

Jacques van Lier (Den Haag, 24 april 1875 – Angmering, 25 februari 1951) was een Nederlands cellist die het grootste deel van zijn carrière in Duitsland en Engeland doorbracht.
Hij speelde met de beste musici van zijn tijd en was een gewaardeerd docent. Van Lier was een belangrijke arrangeur van composities voor cello.

## Biografie

### Jeugd
Jacques was het derde kind van negen en de oudste zoon van kleermaker Felix van Lier en Naatje Frank. Zijn vader was secretaris-penningmeester van de zangvereniging Attentia in Den Haag en gaf zijn kinderen vanaf heel jonge leeftijd een muzikale opleiding. Jacques kreeg celloles van Joseph Giese aan de Koninklijke Muziekschool in Den Haag en trad al op voor publiek toen hij elf jaar oud was. Dit gebeurde in het Gebouw voor Kunsten en Wetenschappen tijdens een uitvoering van de zangvereniging van zijn vader.
Op zijn dertiende verhuisde Van Lier naar Rotterdam om bij Oscar Eberlé op de Muziekschool van de Maatschappij tot Bevordering der Toonkunst les te nemen. Hij speelde vanaf 1891 in het orkest van het Paleis voor Volksvlijt in Amsterdam, onder leiding van Richard Hol, maar kreeg als zestienjarige in datzelfde jaar al een aanstelling als cellist bij het Sinfonieorchester Basel. Twee jaar later werd hij daar benoemd tot solocellist. In 1896 keerde hij terug naar Nederland als een cellist van internationale faam. Van Lier kreeg in juli van dat jaar een aanstelling als tweede cellist van het Berliner Philharmoniker tijdens hun jaarlijkse zomerverblijf in het Kurhaus. Een maand later, in augustus 1896, maakte de 17-jarige Frans-Nederlandse pianiste Lina Coën, geboren als Caroline Cohen, haar debuut in het Kurhaus als solopianiste met begeleiding van ditzelfde orkest. Een jaar later kondigden Van Lier en Cohen in Berlijn hun verloving aan.

### De Duitse jaren
Het jonge paar vestigde zich in Berlijn begin 1897. Tijdens een van zijn eerste optredens in Berlijn als tweede cellist van de Berliner Philharmoniker moest Van Lier zonder voorbereiding de plotseling onwel geworden solocellist Simon van Beuge vervangen. Het publiek was zo onder de indruk van zijn interpretatie van de Berceuse van Benjamin Godard, dat het om een bis vroeg. Niet lang daarna werd Van Lier solocellist.
Van Lier en Cohen trouwden in Berlijn in 1899. Hun dochter Felicia "Sousie" van Lier werd daar in 1901 geboren. Het huwelijk bleef niet lang in stand en werd in 1907 door de rechtbank van Berlin-Schöneberg ontbonden. Zowel Van Lier als Cohen bleven in Berlijn wonen.
Jacques van Lier nam zijn ontslag bij het Berliner Philharmonisches Orchester in 1899 om zich te wijden aan kamermuziek, lesgeven en arrangeren. Hij gaf les aan het Klindworth-Scharwenka-conservatorium vanaf 1899 tot 1914. In deze tijd publiceerde Van Lier het instructieboek Violoncell- Bogentechnik. In 1901 richtte hij samen met Coenraad Valentijn Bos en Joseph van Veen een pianotrio op, Het Hollandse Trio (Das Holländische Trio), dat beroemd werd in Europa. Een uitbreiding van dit pianotrio was een strijkkwartet, het Hollands Strijkkwartet genaamd, met Willem Feltzer en Johan Ruinen naast Van Veen en Van Lier.
In 1905 gaf Van Lier een concert in Berlijn samen met de jonge pianist Otto Klemperer. In 1907 gingen Van Lier en Klemperer tot driemaal toe naar Wenen voor een serie zeer succesvolle optredens.

### De Engelse jaren
In augustus 1914, bij het uitbreken van de Eerste Wereldoorlog, vertrok Jacques van Lier met zijn ex-vrouw Caroline en hun dochter Felicia "Sousie" van Lier naar Engeland, waar zijn broers Simon en Louis en zijn zus Regina woonden. Simon van Lier (von Leer) was sinds 1903 orkestleider in het Grand Hotel in Eastbourne en uitgever van muziek; ook Louis van Lier was musicus. Aan het begin van de oorlog speelden ze weleens op straat, voor het treinstation van Eastbourne, om geld op te halen voor het Rode Kruis. Jacques werd beroemd in Engeland als cellist van continentale faam en was vaak te horen op BBC radio. Op de CD The Recorded Cello vol II is een opname te horen van een manuet van Gluck, gespeeld door Jacques van Lier in 1921. Op de Londense Proms 31 in september 1923 speelde hij als solist het Celloconcert nr. 1 van Camille Saint-Saëns met het New Queen´s Hall Orchestra. Vocalion Records bracht in 1926 een opname van Jacques van Lier uit en noemde hem daarin "de Paganini onder de cellisten".
Felicia "Sousie" van Lier had een kortstondige zangcarrière. In maart 1930 verzorgde ze een liederenavond in Diligentia met pianobegeleiding van Siegfried Blaauw, met wie haar vader in Berlijn had samengewerkt. In 1932 vertrok ze naar de Verenigde Staten, waar ze trouwde en drie kinderen kreeg.
In 1937 verkreeg Jacques van Lier de Britse nationaliteit. Zijn vier zusters en een schoonzus, die in Nederland woonden, en veel van hun echtgenoten, kinderen en kleinkinderen, zijn slachtoffer geworden van de Holocaust, evenals zijn collega´s Joseph van Veen en Siegfried Blaauw.

## Oeuvre

### Arrangementen
Van Lier verzamelde en bewerkte composities voor cello van zowel beroemde klassieke meesters, bijna vergeten oude componisten als ook eigentijdse componisten. Honderden van zijn arrangementen zijn gepubliceerd. Hiermee verwierf Van Lier zich een blijvende plaats in de muziekgeschiedenis.
Twee voorbeelden van de composities van haast vergeten componisten, bewerkt door Van Lier, zijn de werken die Vocalian Records uitbracht, namelijk de Arlequin Triste van Florembassi en de Arioso van Mazzano uit 1730. In de serie Klassische Meister, (N. Simrock G.m.b.H, Berlijn en Leipzig, 1914) zijn werken gepubliceerd van Francesco Cupis de Camargo, Jean-Marie Leclair, Pietro Nardini, Pierre Gaviniès, François Chabran, Emanuele Barbella, Francesco Geminiani, Exaudet, Desplanes en Vivaldi, allemaal gearrangeerd door Van Lier.
In Stücke Alter Meister (Schlesinger, Berlijn 1906) zijn twee Menuetten van Mozart en een van Händel opgenomen, evenals "La complaisante" van C. Bach, Le Bavolet Flottant van François Couperin, een Gavotte van Jean-Philippe Rameau en een van Padre Martini, gearrangeerd door Van Lier en Willy Burmester, Met dezelfde titel, van dezelfde uitgever, verscheen in 1913 een serie van 42 door Van Lier gearrangeerde werken, deels dezelfde die al in 1906 waren uitgegeven.
Stimmungsbilder, Opus 9 van Richard Strauss in een arrangement van van Lier, is gepubliceerd in 1903 door Jos. Aibl Verlag en in 1904 door Universal Edition in Wenen. Deze laatste uitgever publiceerde ook de door van Lier bewerkte stukken van Schumann (Trio I en III, opus 63 en 110), Beethoven: 5 Sonaten für Violoncello und Piano en Jacques Champion de Chambonniere. Suite pour violoncelle.
Andere publicaties met door Van Lier gearrangeerde werken zijn, onder andere:
- Joseph Haydn. Konzert in C dur für Violine. New York : Breitkopf & Härtel, ©1909.
- Friedrich August Kummer. Studien für das Violoncell : mit Begleitung eines zweiten Violoncell ad libitum ; op. 106. Leipzig : Peters, [circa 1890]
- Benjamin Godard, Six duettini : Op 18 : Klaver og 2 Violiner, Kbh, Frankfurt : Wilhelm Hansen, [1906]
- Ludwig von Beethoven. Menuett, G Major, No. 2, Pieces by Old Masters 12, London, Harris, 1906
- Johann Sebastian Bach, Auswahl für Violoncello ind Pianoforte : Op. 71 / No. 3. Aus dem Concert-Programm von Jacques van Lier. Frankfurt Oder, Bratfisch 1900

### Aan Van Lier opgedragen werken
Een aantal componisten, onder wie studenten en collega´s, droegen composities aan Van Lier op. Elisabeth Kuyper, die in dezelfde tijd als van Lier in Berlijn studeerde en werkte, droeg haar Ballade Op. 11 aan hem op. Philipp Scharwenka, de directeur van het gelijknamige conservatorium waar Van Lier docent was, droeg twee composities aan hem op: zijn Cellosonate opus 116 en zijn Strijkkwartet opus 120. Hermann Grädener maakte zijn Celloconcert nr. 1 opus 45 voor "zijn goede vriend Jacques van Lier" en August Nölck maakte zijn Mazurka-Concert opus 86 voor "de heer Jacques van Lier, met hoogachting". Willem Feltzer droeg zijn "Twee stukken voor cello en piano" opus 3 aan zijn goede vriend Jacques van Lier op.
- Bibsys: 6036983
- Biblioteca Nacional de España: XX5828162
- Gemeinsame Normdatei: 116998946
- International Standard Name Identifier: 0000 0001 0971 9167
- Library of Congress Control Number: no98117232
- MusicBrainz: 52bd2738-a285-46bd-bbdf-4fe0c769856f
- Nationale Bibliotheek van Tsjechië: mzk2011621847
- Nationale bibliotheek van Australië: 54321892
- Nationale Bibliotheek van Israël: 987007289431305171
- Nederlandse Thesaurus van Auteursnamen: 217180256
- Trove: 1602512
- Virtual International Authority File: 52456176
- WorldCat: E39PBJwtpBjq3Mjqr34YbCY9Dq